# Rožasta golobica
Rožasta golobica (znanstveno ime Russula aurora) je gliva iz rodu golobic (Russula). Vrstno ime izhaja iz latinskega imena Aurora, rimske boginje zore.

## Značilnosti
Klobuk ima v premeru od 3 do 10 cm. Je precej mesnat, sprva polkroglast, nato ploščat, na koncu konkaven z majhno grbico v sredini. Površina je gladka in v različnih barvnih odtenkih: mesnato rumena, mesnato rožnata ali rdeče rumena z oranžnim, včasih bakrenim odtenkom.
Lističi so precej gosti, viličasto razcepljeni in priraščeni na bet. Najprej so belkaste barve, kasneje postanejo kremasti.
Bet je visok od 4 do 8 cm in debel od 1 do 2,5 cm. Je valjast, gladek ali drobno vlaknat, v mladosti trd in kompakten, kasneje postane spužvast.
Meso je belkaste barve, sprva mehko in prožno, nato postane krhko. Ima prijeten vonj po sadju. Okus je sprva grenak, nato sladek. V sulfo-vanilinu se hitro obarva v svetlo rdečo barvo.

## Razširjenost in življenjski prostor
Najdemo jo v Severni Ameriki, Evropi in Aziji. Večina nahajališč je prijavljenih v Evropi, a velja za redko gobo in je v nekaterih državah uvrščena na sezname ogroženih vrst.
Je mikorizna gliva. Pojavlja se v listnatih in mešanih gozdovih, pod bukvami, gabri, brezami, hrasti, jelkami in trepetlikami.

## Mikroskopske značilnosti
Trosni odtis je belkaste to smetanaste barve, ko se posuši močno porumeni. Trosi so jajčasti, prekriti z zelo nizkimi bradavicami z nežnimi povezavami, rahlo amiloidni in merijo 6–8 x 5–6,5 μm.

## Podobne vrste
- užitna golobica (Russula vesca) je bolj rdečkasto rjavkaste barve
- grenkobna golobica (Russula pseudointegra) ima na betu rožnate odtenke in je pekočega okusa

## Uporabnost
Užitna.